# Cyclopogon
Cyclopogon ist eine Gattung aus der Familie der Orchideen (Orchidaceae). Sie enthält mehr als neunzig Arten krautiger Pflanzen, die im tropischen Amerika beheimatet sind.

## Beschreibung
Die Arten der Gattung Cyclopogon bilden an einem Rhizom stark gestauchte Sprosse, die oberirdisch eine Blattrosette und unterirdisch ein Büschel aus fleischigen, behaarten, spindel- oder zylinderförmigen Wurzeln hervorbringen. Die gestielten Blätter sind oval bis lanzettlich geformt, am Ende zugespitzt. Bei einigen Arten sind die Blätter bräunlich, recht häufig kommen hellgrüne, weiße oder dunkelgrüne Streifenmuster auf den Blättern vor.
Der endständige, traubige Blütenstand ist in Abständen mit Hochblättern besetzt und zumindest im oberen Teil behaart. Die resupinierten Blüten stehen bei einigen Arten einseitswendig. Sie sind etwas herabhängend, fleischig, röhrenförmig, häufig duftend. Es kommen grünliche, weißliche oder bräunliche Farben vor, die Lippe ist weiß, oft mit dunklerer Zeichnung. Der Fruchtknoten ist zylindrisch bis leicht spindelförmig, sitzend oder sehr kurz gestielt, behaart, etwas verdreht und gebogen. Die Sepalen sind frei oder an der Basis ein Stück weit röhrenförmig verwachsen. Alle drei Sepalen sind an ihrer Basis etwas schüsselförmig erweitert, wobei nur die beiden seitlichen ein Nektarium umschließen. Die Petalen liegen am dorsalen Sepal an. Die Lippe ist an der Basis abrupt verschmälert („genagelt“), dann folgen zwei nach hinten gerichtete, seitlich sitzende Nektardrüsen. Der Mittelteil der Lippe ist wie eine Rinne geformt, die Seiten sind nach oben geschlagen und haften der Säule an. Der vordere Teil der Lippe ist nach einer Einschnürung wieder verbreitert, oft etwas dreilappig, mit Schwielen oder Haaren besetzt. Die Säule ist keulenförmig mit einem kurzen „Säulenfuß“. Das ungestielte Staubblatt ist oval mit einer häutigen Verlängerung an der Spitze, es enthält zwei Pollinien. Diese sind längs gefurcht, von mehliger Konsistenz, sie hängen über mit je einem Stielchen an einer gemeinsamen Klebscheibe (Viscidium). Die Narbe unterscheidbaren oder ineinander übergehenden Flächen. Das Trenngewebe zwischen Staubblatt und Narbe (Rostellum) ist länglich, fleischig, es endet stumpf.
Bei einigen Arten wurden Bienen aus der Familie Halictidae (Augochloropsis, Dialictus, Pseudoaugochloropsis) als Bestäuber beobachtet. Die Pollinien haften am Kopf. Durch die mehlige, bröselige Konsistenz können mit einem Pollinium mehrere Blüten bestäubt werden.
Die bekannten Chromosomenzahlen variieren über einen weiten Bereich von 2n=28, 30, 32, 45, 56 und 66.

## Vorkommen
Cyclopogon ist im tropischen Amerika verbreitet. Von Florida und Mexiko im Norden kommt die Gattung über Mittelamerika und die Karibik bis nach Argentinien und Uruguay im Süden vor. Es werden Höhenlagen bis 3000 Meter besiedelt. Cyclopogon obliquus kommt adventiv in Südostasien vor.
Die Standorte sind vielfältig: neben feuchten Wäldern, gibt es auch Arten, die in Savannen, Grasland, Sümpfen oder Mooren vorkommen. Die meisten Arten wachsen terrestrisch, es gibt jedoch einige Epiphyten.

## Systematik und botanische Geschichte
Cyclopogon wird innerhalb der Tribus Cranichideae in die Subtribus Spiranthinae eingeordnet. Die Gattung wurde von Burns-Balogh in die sogenannte Pelexia-Gruppe eingeordnet, die Szlachetko als eigene Subtribus Cyclopogoninae auffasste. Neuere Untersuchungen haben als verwandte Gattungen Pelexia und Sarcoglottis ermittelt.
Cyclopogon wurde erstmals 1827 von Karl Bořiwog Presl in Reliquiae Haenkeanae Band 1, Seite 93 beschrieben. Der Name Cyclopogon setzt sich aus den griechischen Wörtern κύκλος cyclos, „Kreis“ und πώγων pogon, „Bart“, zusammen. Der Bezug ist unklar, Garay erklärt, pogon bedeute etwa „Feuerschwanz mit geteilten Enden“, was beschreibe die bei getrockneten Herbarexemplaren rötlichen inneren Blütenblätter, die aus dem Kreis der äußeren hervorschauen. Typusart ist Cyclopogon ovalifolius.
Garay sah den Unterschied zwischen der Typusart und den anderen Arten der Gattung als so gravierend an, dass er für letztere eine neue Gattung Beadlea aufstellte. Der Gattungsname ehrt Chauncey Delos Beadle (1866–1950), einen kanadischen Gärtner und Botaniker. Spätere Autoren argumentierten, bei diesem Unterschied – der Grad der Verwachsung der Blütenblätter – gebe es fließende Übergänge und keine scharfe Trennlinie zwischen Gattungen. Weitere Gattungen, die als separat vorgeschlagen wurden, sind Cocleorchis und Warscaea (meist als Synonyme geführt) sowie Stigmatosema.
Die Arten der Gattung Cyclopogon:
- Cyclopogon adhaesus Szlach.: Ecuador
- Cyclopogon alexandrae (Kraenzl.) Schltr.: Südliches Brasilien

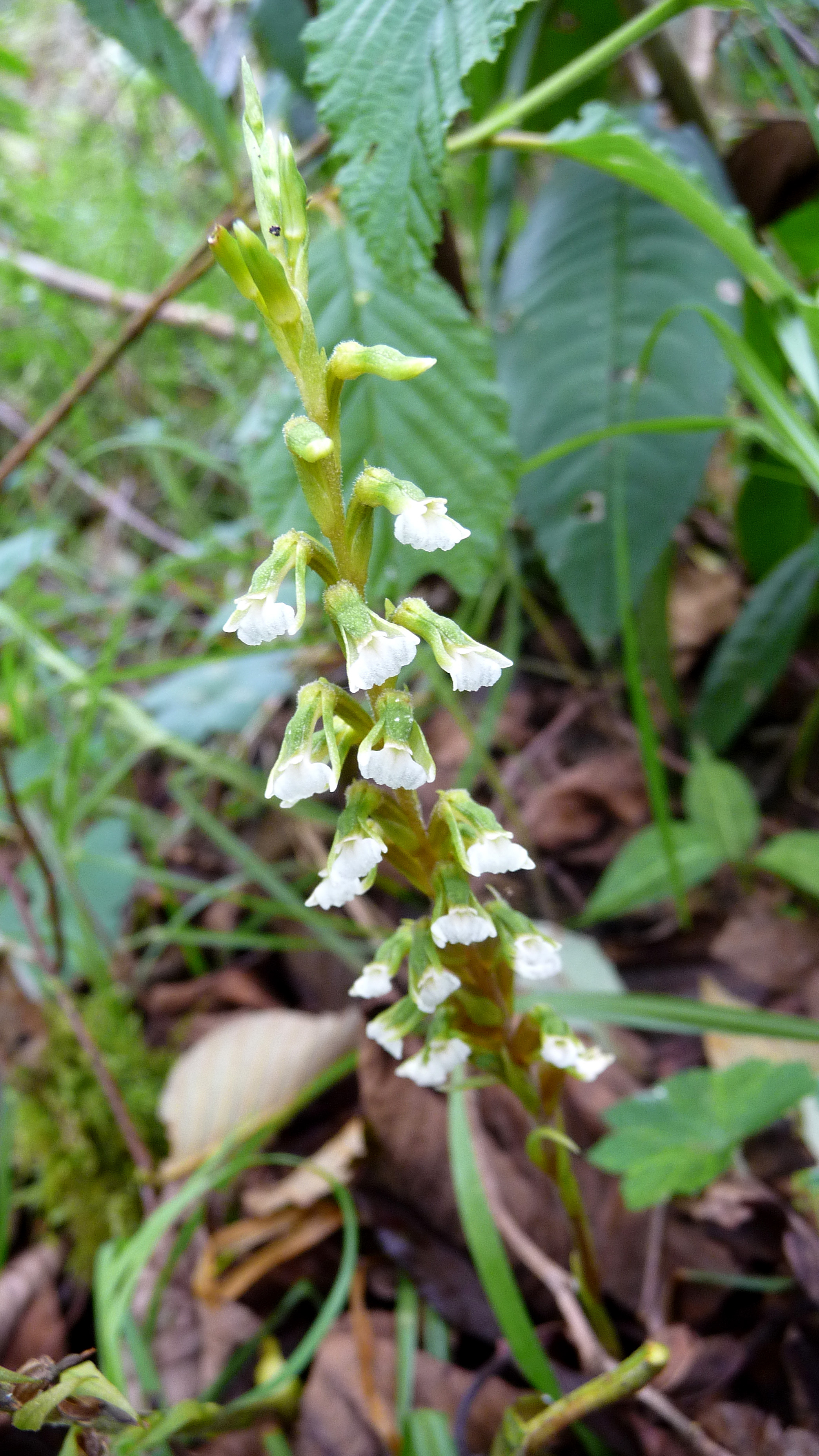
Cyclopogon congestus

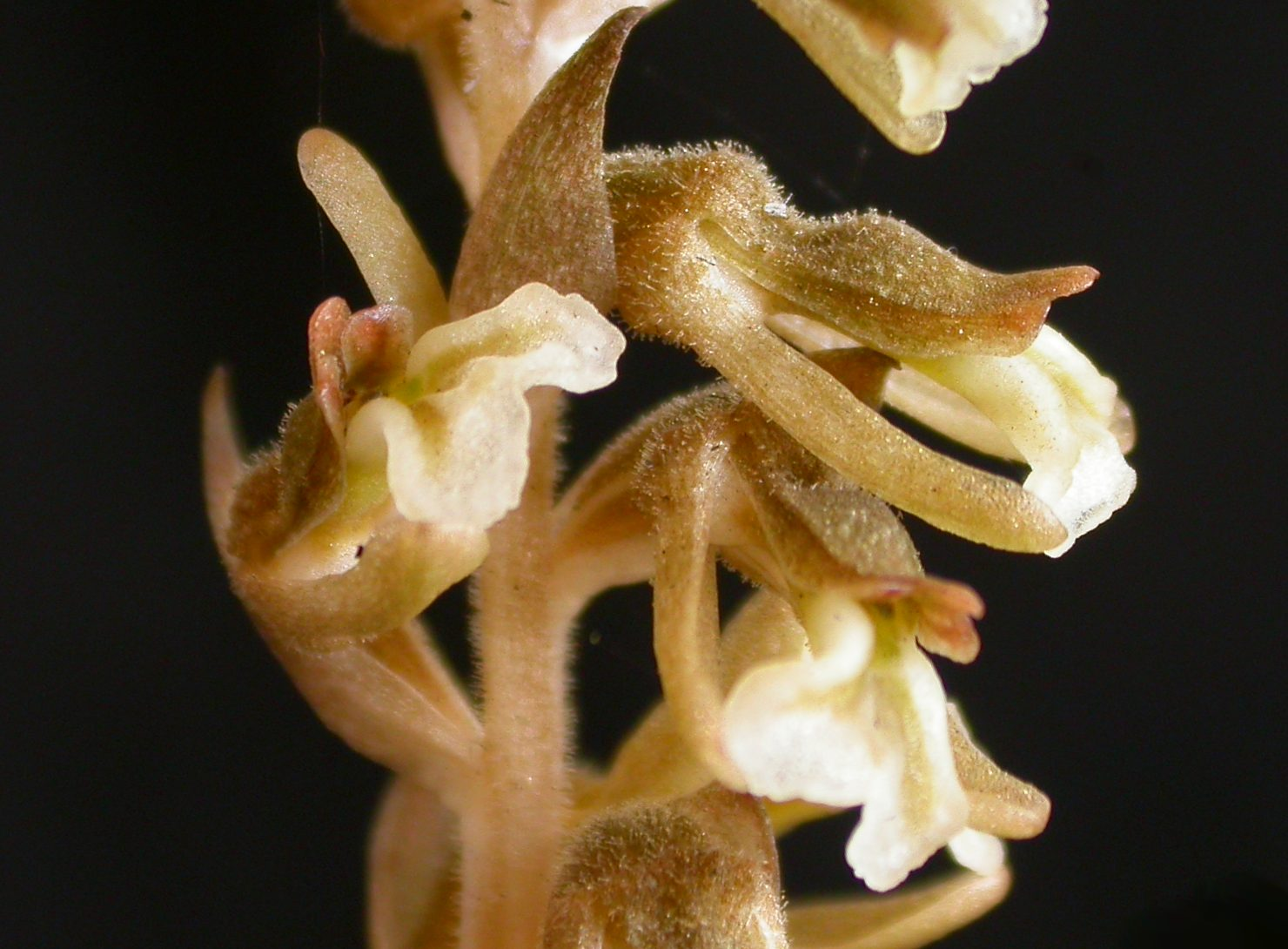
Blüte von Cyclopogon elatus

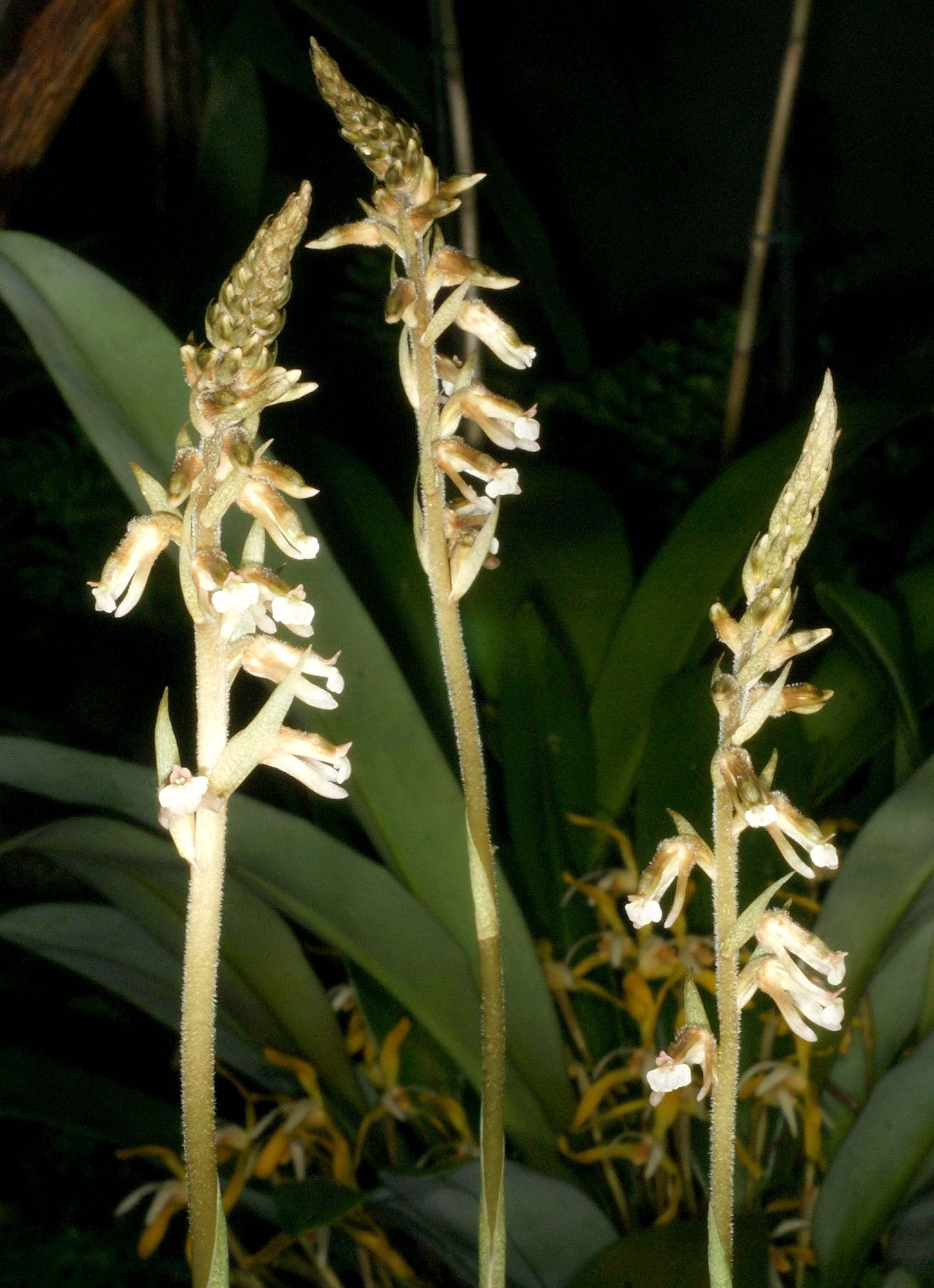
Cyclopogon lindleyanus

- Cyclopogon antioquiensis Szlach. & Kolan.: Kolumbien
- Cyclopogon aphyllus Schltr.: Sie wird auch als Pelexia goyazensis (Cogn.) Garay in die Gattung Pelexia gestellt.[2]
- Cyclopogon apricus (Lindl.) Schltr.: Bolivien bis nördliches Argentinien
- Cyclopogon argyrifolius (Barb.Rodr.) Barb.Rodr.: Südöstliches und südliches Brasilien
- Cyclopogon argyrotaenius Schltr.: Kolumbien bis Ecuador
- Cyclopogon bangii (Rolfe ex Rusby) Schltr.: Bolivien
- Cyclopogon bicolor (Ker Gawl.) Schltr.: Nordöstliches Kolumbien bis nordwestliches Venezuela, Trinidad, Brasilien bis nordöstliches Argentinien
- Cyclopogon calophyllus (Barb.Rodr.) Barb.Rodr.: Südöstliches Brasilien bis nördliches Argentinien
- Cyclopogon camara-lereti Szlach. & Kolan.: Die 2019 erstbeschriebene Art kommt in Kolumbien vor.[2]
- Cyclopogon carinianus Pansarin: Brasilien
- Cyclopogon casanaensis Schltr.: Bolivien
- Cyclopogon cearensis Barb.Rodr.: Nordöstliches Brasilien
- Cyclopogon chloroleucus Barb.Rodr.: Südöstliches und südliches Brasilien bis Argentinien
- Cyclopogon cochabambae (Szlach.) J.M.H.Shaw: Zentrales Bolivien
- Cyclopogon comosus (Rchb.f.) Burns-Bal. & E.W.Greenw.: Mexiko bis Panama
- Cyclopogon condoranus Dodson: Ecuador
- Cyclopogon congestus (Vell.) Hoehne (Syn.: Cyclopogon bidentatus (Barb.Rodr.) Szlach.): Südöstliches und südliches Brasilien bis nördliches Argentinien
- Cyclopogon cotylolabium (Szlach.) Carnevali & G.A.Romero: Venezuela
- Cyclopogon cranichoides (Griseb.) Schltr.: Südliches Florida bis tropisches Amerika
- Cyclopogon deminkiorum Burns-Bal. & M.S.Foster: Südöstliches Paraguay
- Cyclopogon draculoides (Szlach.) J.M.H.Shaw: Brasilien
- Cyclopogon dressleri Szlach.: Panama
- Cyclopogon dusenii Schltr.: Südliches Brasilien
- Cyclopogon dutrae  Schltr.: Südliches Brasilien
- Cyclopogon elatus (Sw.) Schltr.: Südliches Florida bis tropisches Amerika
- Cyclopogon eldorado (Linden & Rchb.f.) Schltr.: Brasilien
- Cyclopogon elegans Hoehne: Östliches Bolivien bis Brasilien und nördliches Argentinien
- Cyclopogon ellipticus (Garay) Dodson: Ecuador
- Cyclopogon epiphyticus (Dodson) Dodson: Kolumbien und Ecuador
- Cyclopogon estradae Dodson: Ecuador
- Cyclopogon eugenii (Rchb.f. & Warm.) Schltr.: Südöstliches Brasilien
- Cyclopogon furculus (Szlach.) J.M.H.Shaw: Peru[2]
- Cyclopogon fuscofloralis (Szlach.) Carnevali & G.A.Romero: Venezuela[2]
- Cyclopogon garayanus (Szlach.) J.M.H.Shaw: Brasilien
- Cyclopogon gardneri Mytnik, Szlach. & Rutk.: Brasilien
- Cyclopogon glabrescens (T.Hashim.) Dodson, Brako & Zarucchi: Sie wird auch als Quechua glabrescens (T.Hashim.) Salazar & L.Jost in die Gattung Quechua gestellt.[2]
- Cyclopogon goodyeroides (Schltr.) Schltr.: Bolivien
- Cyclopogon gracilis Schltr.: Ecuador
- Cyclopogon graciliscapus Schltr.: Südöstliches und südliches Brasilien
- Cyclopogon hatschbachii Schltr.: Südliches Brasilien
- Cyclopogon hennisianus (Sandt) Szlach.: Kolumbien und Ecuador
- Cyclopogon hirtzii Dodson: Ecuador
- Cyclopogon iguapensis Schltr.: Südöstliches und südliches Brasilien
- Cyclopogon inaequilaterus (Poepp. & Endl.) Schltr.: Ecuador, Peru und nördliches Brasilien
- Cyclopogon itatiaiensis (Kraenzl.) Hoehne: Südöstliches Brasilien
- Cyclopogon laxiflorus Ekman & Mansf.: Panama bis Ecuador und Karibik
- Cyclopogon lindleyanus (Link, Klotzsch & Otto) Schltr.: Venezuela bis westliches Südamerika und Argentinien
- Cyclopogon longibracteatus (Barb.Rodr.) Schltr.: Südöstliches und südliches Brasilien bis nordöstliches Argentinien
- Cyclopogon luerorum Dodson: Ecuador
- Cyclopogon lunulatus (Szlach.) J.M.H.Shaw: Peru
- Cyclopogon luteoalbus (A.Rich. & Galeotti) Schltr.: Mexiko
- Cyclopogon macer Schltr.: Ecuador
- Cyclopogon macrobracteatus J.M.H.Shaw: Venezuela
- Cyclopogon maderoi Schltr.: Kolumbien bis Peru[2]
- Cyclopogon maldonadoanus Dodson: Ecuador
- Cyclopogon millei (Schltr.) Schltr.: Westliches Südamerika bis nordwestliches Venezuela
- Cyclopogon miradorensis Schltr.: Mexiko, Honduras, Nicaragua, Panama und Karibik
- Cyclopogon monophyllus (Lindl.) Schltr.: Sie wird auch als Cranichis diphylla Sw. in die Gattung Cranichis gestellt.[2]
- Cyclopogon multiflorus Schltr.: Südöstliches und südliches Brasilien
- Cyclopogon neglectus Szlach., S.Nowak & Baranow: Französisch-Guayana
- Cyclopogon obliquus (J.J.Sm.) Szlach.: Sie wird auch als Pelexia obliqua (J.J.Sm.) Garay in die Gattung Pelexia gestellt.[2]
- Cyclopogon odileanus (Szlach.) J.M.H.Shaw: Südliches Brasilien bis Argentinien
- Cyclopogon oliganthus (Hoehne) Hoehne & Schltr.: Südöstliches Brasilien bis nördliches Argentinien
- Cyclopogon olivaceus (Rolfe) Schltr.: Nördliches und westliches Südamerika
- Cyclopogon organensis (Pabst) Szlach. & Rutk.: Brasilien[2]
- Cyclopogon ovalifolius C.Presl: Costa Rica bis Peru
- Cyclopogon paludosus (Cogn.) Schltr.: Südöstliches Brasilien
- Cyclopogon papilio Szlach.: Guatemala
- Cyclopogon pedicellatus (Szlach.) J.M.H.Shaw: Brasilien
- Cyclopogon pelagalloanus Dodson: Kolumbien und Ecuador
- Cyclopogon peruvianus (C.Presl) Schltr.: Westliches Südamerika bis nordwestliches Venezuela
- Cyclopogon plantagineus Schltr.: Panama bis nordwestliches Venezuela und Bolivien
- Cyclopogon prasophylloides (Garay) Szlach.: Guatemala, Costa Rica, Panama, Kolumbien
- Cyclopogon prasophyllus (Rchb.f.) Schltr.: Südliches Mexiko bis nordwestliches Kolumbien
- Cyclopogon pringlei (S.Watson) Soto Arenas: Mexiko
- Cyclopogon proboscideus Szlach.: Brasilien
- Cyclopogon pululahuanus Dodson: Ecuador
- Cyclopogon rimbachii Schltr.: Kolumbien bis Peru
- Cyclopogon rotundifolius (Cogn.) Schltr.: Sie wird auch als Discyphus scopulariae (Rchb.f.) Schltr. var. scopulariae in die Gattung Discyphus gestellt.[2]
- Cyclopogon saccatus (A.Rich. & Galeotti) Schltr.: Mexiko
- Cyclopogon sillarensis Dodson & R.Vásquez: Bolivien
- Cyclopogon soniae-juaniorum Zambrano: Die 2018 erstbeschriebene Art kommt in Ecuador vor.[2]
- Cyclopogon spiranthoides Schltr.: Westliches Kolumbien[2]
- Cyclopogon stenoglossus Pabst: Südöstliches Brasilien
- Cyclopogon subalpestris Schltr.: Südliches Brasilien bis Argentinien
- Cyclopogon tandapianus Dodson: Ecuador
- Cyclopogon taquaremboensis (Barb.Rodr.) Schltr.: Südliches Brasilien bis Uruguay
- Cyclopogon torusus Mytnik, Szlach. & Rutk.: Brasilien
- Cyclopogon trifasciatus Schltr.: Südliches Brasilien
- Cyclopogon truncatus (Lindl.) Schltr.: Brasilien
- Cyclopogon variegatus Barb.Rodr.: Brasilien bis Paraguay
- Cyclopogon venustus (Barb.Rodr.) Schltr.: Brasilien
- Cyclopogon vittatus Dutra ex Pabst: Südliches Brasilien
- Cyclopogon warmingii (Rchb.f.) Schltr.: Südöstliches und südliches Brasilien
- Cyclopogon werffii Dodson: Galapagos-Inseln
- Cyclopogon williamsii Dodson & R.Vásquez: Bolivien